# Aristida hassleri
Aristida hassleri är en gräsart som beskrevs av Eduard Hackel. Aristida hassleri ingår i släktet Aristida och familjen gräs. Inga underarter finns listade i Catalogue of Life.